# Agustín Moreno Ladrón de Guevara
Agustín Moreno Ladrón de Guevara (Rancagua, Chile, 24 de enero de 1879-Rancagua, 17 de agosto de 1964), fue un militar chileno que tuvo el grado de General de División y fue el comandante en jefe del Ejército de Chile desde el 15 de junio de 1932 al 2 de agosto de 1932.

## Antecedentes militares
Ingresó el 16 de febrero de 1895 a la Escuela Militar del Libertador Bernardo O'Higgins, egresando en 1897 como alférez. 
En 1913 salió como oficial de Estado Mayor y es enviado ese mismo año como integrante de la Comisión Militar de Chile en Alemania. 
Durante la Primera Guerra Mundial se desempeñó como adicto militar en la Embajada de Chile en Viena, siguiendo muy de cerca los vaivenes de esta guerra, a pesar de que Chile era neutral. 
Regresó a Chile en 1919 desempeñándose como oficial instructor en distintos regimientos de infantería del Ejército de Chile. 
En 1926 fue nombrado subjefe del Estado Mayor General y al mismo tiempo secretario del Consejo Superior de Defensa Nacional, hasta 1928. En 1932 fue designado comandante en jefe del Ejército.
Cabe destacar que fue director general de Carabineros de Chile, del 14 de abril de 1929 al 11 de octubre de 1929.